# Kostel svatého Jana Křtitele a svatého Jana Evangelisty (Vilnius)

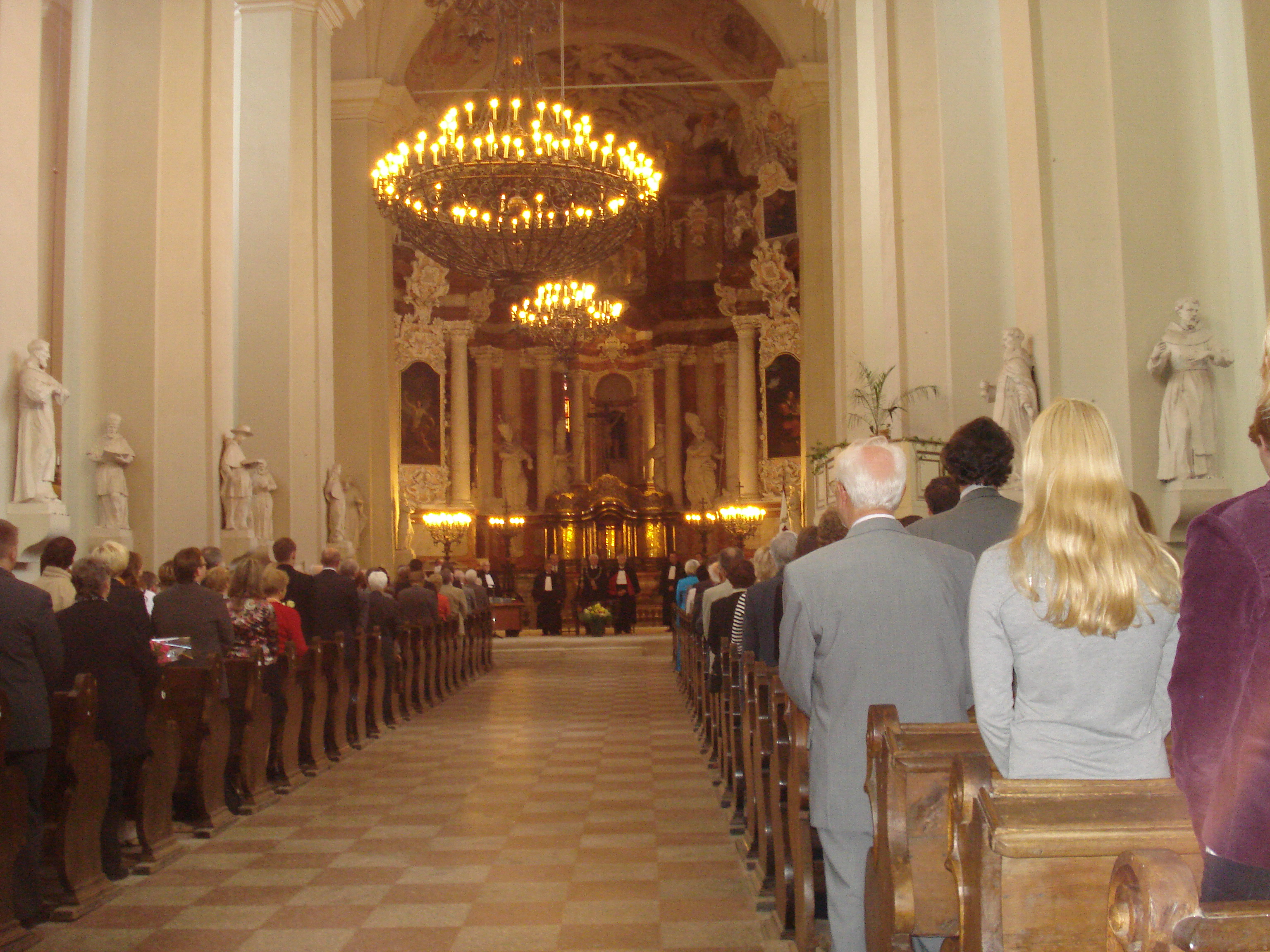
Interiér chrámu

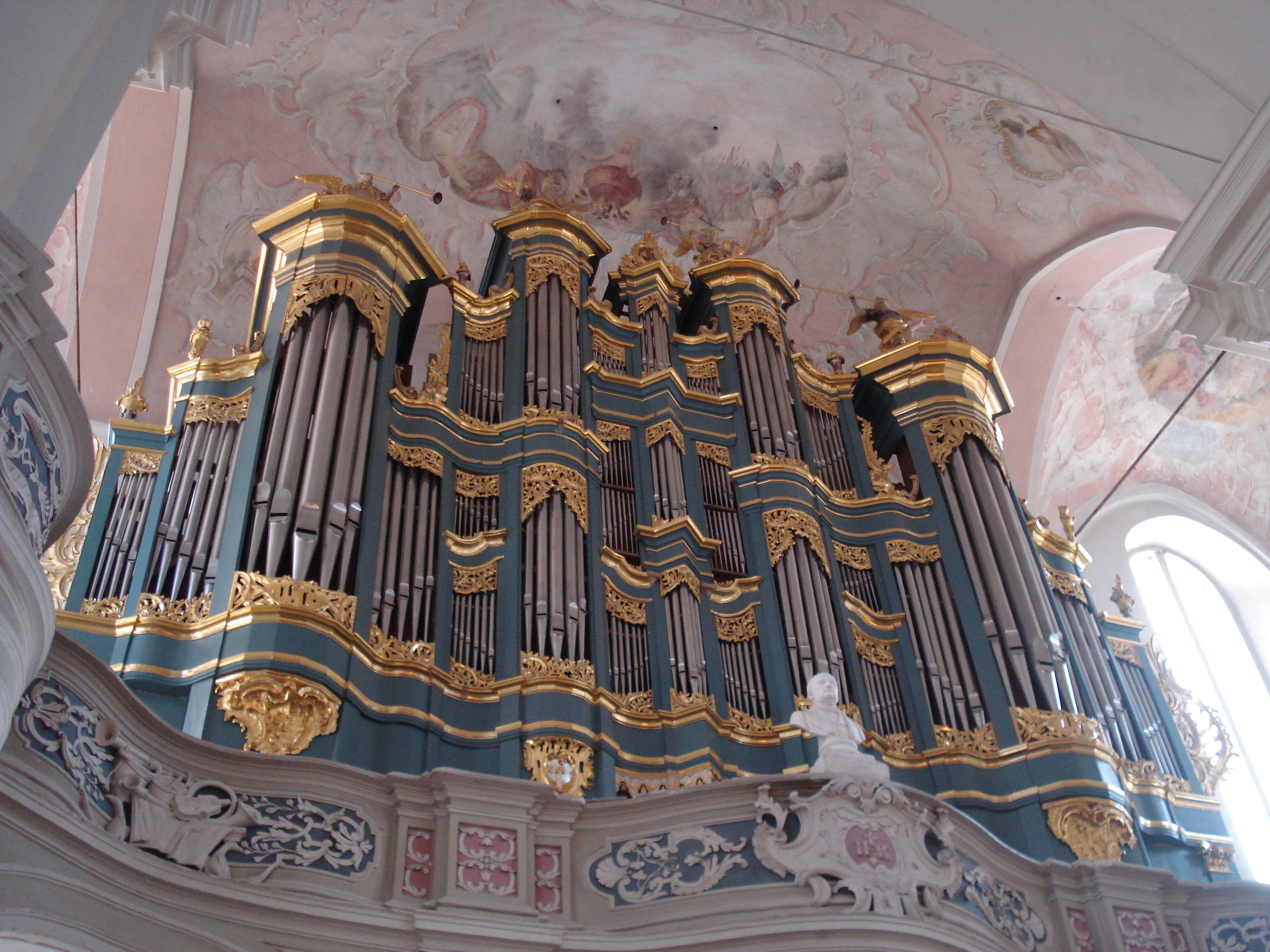
Varhany v chrámu

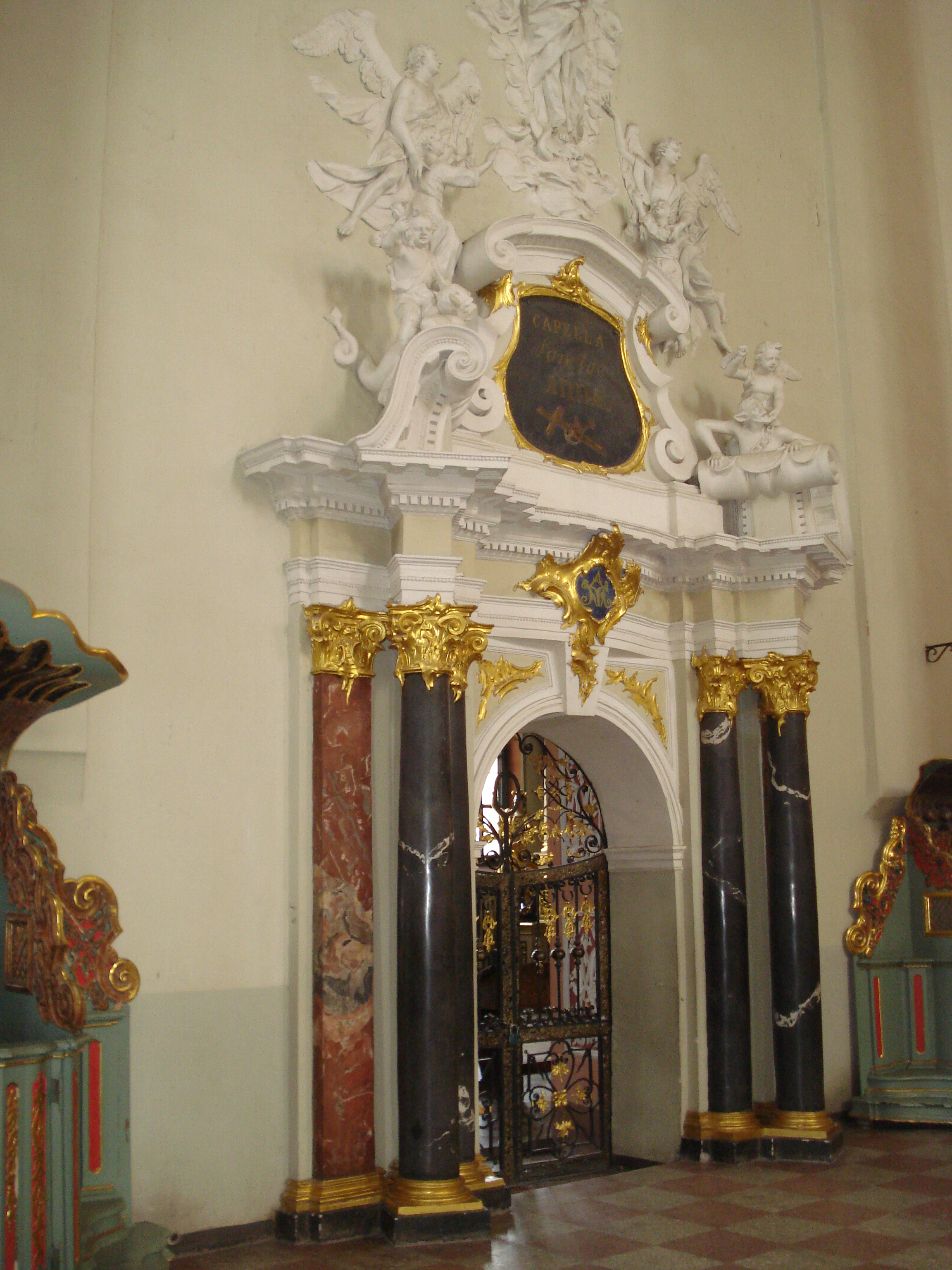
Kaple svaté Anny

Kostel sv. Jana (litevsky: Šv. Jono Krikštytojo ir šv. Jono Apaštalo ir Evangelista bažnyčia) je římskokatolický kostel, který stojí na místě bývalého trhu, v litevském hlavním městě Vilniusu.

## Dějiny
Kostel založil kníže Jogail poté, co v roce 1387 Litva oficiálně přijala křesťanství. V roce 1571 jej dali do patronátu jezuitům, kteří ho připojili k akademii a architektonicky upravili. V roce 1655 byl po obsazení Litvy ruskými vojsky zničen a začátkem 18. století - v roce 1702 - vyrabován Švédy. V letech 1773–1812 kostel patřil Lékařské akademii Vilniuské univerzity.

## Architektura
Přestože byl kostel založen v roce 1387, stavební práce na něm skončily až v roce 1423. Rekonstrukční práce také zanechaly na kostele stopy. Trojlodní kostel (dodnes takovým i zůstal) byl nejprve postaven v gotickém stylu s osmi pilíři a presbytářem. Kromě těchto osmi sloupů kostel dotvářelo i mnoho dalších opěrných pilířů. Zvonice kostela byla přistavěna počátkem 16. století, později však došlo k jejímu zbourání. Za jezuitů byl kostel celkově prodloužen o šířku kostelních lodí. Muselo se tedy přistoupit k demolici starého presbytáře a postavení nové apsidy v pozdně-gotickém stylu.
Koncem 16. století se začala stavět nová, 68 metrů vysoká zvonice, jejíž stavba měla dvě etapy - gotickou a renesanční. Na vrcholu zvonice se nachází 6,2 metru vysoký kříž.
Na začátku 17. století byly v architektonickém stylu barokně zrekonstruovány hodiny a nový - renesanční - vzhled dostala i hlavní fasáda kostela. V roce 1737 kostel a zvonice vyhořely a musely být znovu rekonstruovány. Ke zvonici byl přibudován barokní balkon (okna zvonice jsou vitrážová) a kostel a na fasádu Kostela sv. Jana také přibyly barokní prvky.
Přestavba kostela se dotkla i interiéru. Byly v něm vybudovány nové klenby, chorus pro varhany a hlavní oltář od litevského architekta Jonase Kristupasa Glaubicase. Na hlavním oltáři se nachází několik soch sv. Jana, a to sv. Jana I. (papeže), blahoslaveného Jana kardinála (patriarchy), sv. Jana Nepomuckého (kanovníka) a sv. Jana (biskupa). Za hlavním oltářem se nachází oltář Marie Loretské se sochou Panny Marie. Vlevo od ní jsou sochy ukřižování Ježíše Krista, sv. Kazimíra, sv. Josefa a sv. Ignáce. Na pravé straně lodi kostela je oltář plačící Matky Boží, oltář sv. Archanděla Michala, oltář sv. Petra a sv. Pavla a oltář sv. Františka Xaverského. Dodnes se z těchto 23 barokních oltářů zachovalo deset. Oltáře v apsidě jsou spojeny schody. Součástí jednoho z oltářů je kříž s ukřižovaným Kristem. Kromě Otaru?? zdobících vnitřek kostela se v interiéru nachází i osmnáct soch od Jonase Gedelise - dvanáct z nich jsou sochy sv. Jana.
V roce 1786 byly zrekonstruovány interiérové hodiny kostela.
V roce 1827 došlo k rekonstrukci kostela v duchu klasicismu. Na jeho jižní fasádě při bočním vchodu dodnes stojí klasicistní portikus (dílo architekta Karolise Podčašinskise) se čtyřmi korintskými sloupy. Ten nechal zbořit třináct oltářů a místo nich k pilířům postavil sochy sv. Jana. Všechny fresky na stěnách kostela omítat. Stěnu mezi kostelem a zvonicí zbořil.
V roce 1898 byly do devíti oken presbytáře instalovány vitráže. Na přelomu 19. a 20. století do interiéru kostela nainstalovali několik pamětních desek patřících významným činovníkům vědy a kultury, jejichž jméno se pojí s Vilniusskou univerzitou.
Po rekonstrukci kostela se v něm od roku 1963 nachází muzeum s exponáty Vilniuské univerzity.